# Dasein

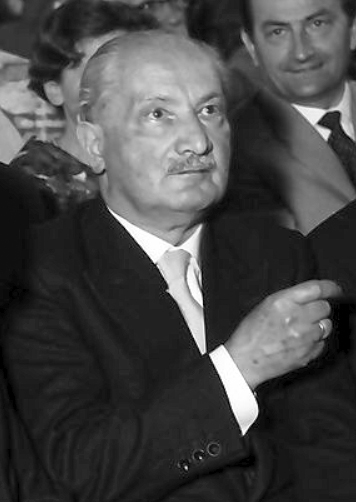
Martin Heidegger nel 1960

Dasein (pronuncia tedesca: [ˈdaːzaɪn]) è un termine tedesco traducibile come "esserci", o "presenza", spesso tradotto anche come "esistenza". È un concetto fondamentale nell'ontologia esistenziale di Martin Heidegger, che usa questa espressione per riferirsi all'esperienza che gli uomini hanno dell'essere. Indica una forma di essere che è cosciente di (e deve confrontarsi con) temi quali l'essere una persona, l'essere mortale e il dilemma-paradosso del vivere con altri esseri umani mentre si esiste, fondamentalmente, soli con sé stessi.
Secondo un'altra interpretazione (sviluppatasi soprattutto in Francia e in Italia), il termine Da-sein non significa affatto "esserci" bensì (seguendo un'indicazione dello stesso Heidegger) "sostenere il Da" — quel Da che per il filosofo non va inteso come un semplice locativo ("ci" o "qui"), ma come l'indice della Offenheit, ossia dell'apparire e scomparire delle cose e del mondo. In Italia, alcuni studiosi hanno suggerito di sostituire il termine "esserci" con il conio "ad-essere", sul modello del verbo latino adesse.

## Reinterpretazione heideggeriana
In tedesco Dasein è il termine gergale che corrisponde a vita, com'è usato, ad esempio, nella frase "Sono contento della mia vita" ("Ich bin mit meinem Dasein zufrieden"). Il termine è stato usato da vari filosofi prima di Heidegger, in particolare da Hegel, con il significato di "essere" determinato, "l'unità di essere e nulla" (logica della "qualità"). Esso deriva dal verbo ‘da-sein', che letteralmente significa ‘esserci’. Questo termine per Heidegger può stare a indicare un modo di essere impegnato e interessato nei confronti del mondo immediatamente presente in cui si vive, mentre si resta comunque consapevoli del carattere contingente di questa partecipazione, della priorità dell'Io rispetto al mondo e del carattere mutevole dell'Io in sé.
L'opposto di questo Io autentico è il quotidiano e inautentico Dasein, che corrisponde alla perdita del senso del destino e della vita di ogni sé individuale, in favore di un'immersione nel collettivo mondo di ogni giorno, il mondo anonimo e inautentico del si impersonale (man), del "si dice, si fa, si pensa".
Heidegger definisce la comprensione ontologica del Dasein "determinazione esistenziale dell'essenza dell'uomo".
In accordo con la critica di Nietzsche al soggetto, inteso come qualcosa di definibile in termini di consapevolezza, Heidegger distingue il Dasein dalla consapevolezza del quotidiano, con lo scopo di mettere in luce l'enorme importanza che l'Essere ha per la nostra comprensione e interpretazione del mondo. Egli scrive:
(Heidegger, Essere e tempo, trad. 1927/1962, p. 27)
(Heidegger, Essere e tempo, trad. 1927/1962, p. 68)
Heidegger ha cercato di utilizzare il concetto di Dasein per svelare la natura originaria dell'Essere, concordando con Friedrich Nietzsche e Wilhelm Dilthey sul fatto che l'essere del Dasein è sempre un essere coinvolto nel mondo: né un soggetto, né l'oggettivo mondo in sé, ma la logica dell'essere-nel-mondo ("In-der-Welt-sein"). Questo concetto ontologico alla base del pensiero heideggeriano si configura in opposizione al soggetto astratto cartesiano in favore di un coinvolgimento pratico con l'ambiente circostante ogni individuo. Il Dasein si rivela nella proiezione e nel coinvolgimento in un mondo personale – un processo senza fine di coinvolgimento con il mondo mediato dai progetti dell'Io.
Heidegger sostiene che il linguaggio, la curiosità del quotidiano, i sistemi logici e le credenze comuni rendano all'Esserci oscura la propria natura, il proprio essere. L'autenticità ("Eigentlichkeit") consiste quindi nel voltare le spalle al mondo del si, per affrontare il Dasein, l'individualità di ognuno, la temporalmente limitata vita di ognuno, l'essere proprio di ognuno. Egli ha ritenuto che il concetto del Dasein fosse in grado di fungere da "trampolino di lancio" nell'indagine di cosa significhi essere, avere un essere proprio, "essere-per-la-morte" ("Sein-zum-Tode"), possedere una propria verità.
Heidegger riteneva inoltre che la questione del Dasein andasse oltre gli ambiti esplorati dalle scienze positive o anche dalla storia della metafisica. «La ricerca scientifica non è l'unico modo di indagare questo Essere. Il Dasein possiede una caratteristica unica rispetto agli altri enti; è ontologicamente distinto dal fatto che, per il proprio stesso essere, questo Essere è un interrogativo».
In Essere e Tempo, Heidegger pone l'accento sulla differenza fra gli enti e l'essere degli enti: l'Essere è sempre l'essere di un ente e il delineamento di questa differenza si configura come il tema centrale di Essere e Tempo.
Alcuni studiosi sono in disaccordo con questa affermazione e sostengono che per Heidegger il termine Dasein designasse una consapevolezza strutturata o un istituzionalizzato modo di vivere. Altri sostengono che l'iniziale insistere di Heidegger sulla primarietà ontologica del Dasein è mutato all'interno dei suoi scritti post-bellici.

## Origine del concetto
Altri studiosi hanno sostenuto che il Dasein abbia avuto origine nel contesto della filosofia cinese e giapponese: secondo Tomonobu Imamichi, il concetto di Dasein fu ispirato a Heidegger, nonostante Heidegger non si sia mai espresso al riguardo, dall'idea di Okakura Kakuzo dell'essere-uomo-nel-mondo espressa nel Cha no Hon per descrivere la filosofia taoista di Zhuangzi, che il maestro di Imachici offrì a Heidegger nel 1919, dopo aver seguito per un anno le sue lezioni. Concetti simili possono essere ritrovati nella filosofia indiana e nella tradizione dei Nativi Americani.

## Karl Jaspers:DaseineExistenz
Per Karl Jaspers, il termine Dasein stava a indicare il concetto di esistenza nel senso più minimale, l'ambito dell'oggettività e della scienza, in opposizione a quello che Jaspers chiamava "Existenz", l'ambito della vita autentica.
Nel volume Filosofia (3 voll., 1932), Jaspers ci espone la sua visione della storia della filosofia e introduce i suoi temi fondamentali. Partendo dalla scienza moderna e dall'empirismo, Jaspers sostiene che, quando ci poniamo domande sulla realtà, ci troviamo di fronte a confini che il metodo scientifico non può trascendere. A questo punto, l'individuo è messo davanti a una scelta: sprofondare nella disperazione e nella rassegnazione oppure compiere un atto di fede nei confronti di quella che Heidegger definisce "trascendenza" ("Transzendenz"). Nel compiere questo atto l'individuo è messo di fronte alla propria illimitata libertà, che Jaspers chiama "Existenz" e può finalmente sperimentare l'autentica esistenza.